# Picture Book
Picture Book es el nombre del álbum debut de la banda británica Simply Red. Fue lanzado al mercado por Elektra y WEA Records en octubre de 1985. Con este álbum la banda se colocó en el número 2 de las listas inglesas, en las que se mantuvieron durante 30 semanas consecutivas, récord hasta ese entonces alcanzado por un disco británico.

## Lista de canciones
| N.º | Título                           | Duración |  |
| 1.  | «Come To My Aid»                 |          |  |
| 2.  | «Sad Old Red»                    |          |  |
| 3.  | «Look At You Now»                |          |  |
| 4.  | «Heaven»                         |          |  |
| 5.  | «Jericho»                        |          |  |
| 6.  | «Money's Too Tight (To Mention)» |          |  |
| 7.  | «Holding Back The Years»         |          |  |
| 8.  | «Open Up the Red Box»            |          |  |
| 9.  | «No Direction»                   |          |  |
| 10. | «Picture Book»                   |          |  |